# Manfred Schell (Journalist)
Manfred Schell (* 3. Dezember 1944 in Höpfingen) ist ein deutscher Journalist, Publizist und Manager.

## Leben
Schell wurde 1975 politischer Korrespondent der Welt in Frankfurt am Main und Bonn. Von 1985 bis 1992 war er Chefredakteur. 1992 wechselte er in die Chefredaktion des Nachrichtensenders n-tv. Von 1994 bis 1996 war er Direktor der Deutschen Vermögensberatung. Weitere Tätigkeiten führten ihn dann zu den Versicherungsgruppen AachenMünchener (Vorstandsmitglied) und Generali Deutschland (Generalbevollmächtigter). Seit 1998 ist er Präsident des Deutschen Unternehmensverbandes Vermögensberatung. Zudem ist er Autor mehrerer Bücher. Er lebt in Sankt Augustin.

## Auszeichnungen
- Bundesverdienstkreuz 1. Klasse
- Herbert Quandt Medien-Preis

## Schriften (Auswahl)
- mit Heinz Vielain: Verrat in Bonn. Ullstein, Berlin u. a. 1978, ISBN 3-550-07385-2.
- Hrsg.: Die Kanzlermacher. 2. Auflage, v. Hase und Koehler, Mainz 1986, ISBN 3-7758-1144-3.
- mit Werner Kalinka: Stasi und kein Ende. Die Personen und Fakten. Ullstein, Frankfurt am Main u. a. 1992, ISBN 3-548-34773-8.
- mit Theo Waigel: Tage, die Deutschland und die Welt veränderten. Vom Mauerfall zum Kaukasus. Die deutsche Währungsunion. 2. Auflage, Edition Ferenczy bei Bruckmann, München 1994, ISBN 3-7654-2721-7.